# Damokloidy
Damokloidy – planetoidy o orbitach podobnych do komet rodziny Halleya i innych komet okresowych (ekscentrycznych i silnie nachylonych). Ściśle są definiowane jako planetoidy o parametrze Tisseranda TJ<2. Nie posiadają one jednak fizycznych cech komet – komy i warkocza. Nazwa grupy pochodzi od planetoidy (5335) Damocles.

## Pochodzenie
Są to ciała, które były kiedyś kometami rodziny Halleya, jednak straciły z biegiem czasu substancje lotne ze swych jąder i obecnie nie wykazują aktywności. Ich barwa jest czerwonawa, choć nie tak intensywna jak w przypadku większości obiektów transneptunowych czy centaurów. Ich albeda należą do najniższych w Układzie Słonecznym. Do największych damokloidów należy (65407) 2002 RP120 o średnicy 14,6 km.
W lipcu 2013 znane były 54 obiekty tego typu, niektóre z nich poruszają się wokół Słońca ruchem wstecznym.